# Inferno (Strindberg)
För boken med samma namn av Dante Alighieri, se Den gudomliga komedin. För boken med samma namn av Larry Niven och Jerry Pournelle, se Inferno (1976). För boken med samma namn av Dan Brown, se Inferno (2013).
Inferno är en självbiografisk bok av August Strindberg, skriven på franska 1897 under hans tid i Lund. 

## Bakgrund och stil
Strindberg skildrar i Inferno sin psykiska kris under åren 1894–1896, då han vistades i Paris och Österrike. Han hade problem med både censorer och kvinnor, och boken rör detta såväl som hans liv i de båda städerna samt hans olika besattheter. Dessa inkluderar alkemi, ockultism och Swedenborgianism, och han uppvisar tecken på både paranoia och neuroticism. Boken har ofta använts för att visa på Strindbergs personliga neuroser, såsom förföljelseidéer, men mycket tyder på att Strindberg – även om han hade lätta neurotiska symtom – både uppfunnit och överdrivit mycket av bokens material för den dramatiska effektens skull.
Stilen är i hög grad experimentell och på många sätt banbrytande för den moderna prosan. Texten är skriven helt på franska, även om den först – i översättning av Eugène Fahlstedt – kom att publiceras på svenska, år 1897. Året därpå, 1898, gavs även Strindbergs franska originaltext ut i bokform. Boken är baserad på Strindbergs dagbok Ockulta dagboken.

## Handling
Berättaren – i huvudsak Strindberg, även om berättelsen ibland följer, och ibland skiljer sig från, den historiska sanningen – tillbringar merparten av tiden i romanen i Paris åtskild från sin fru (Frida Uhl), barn och vänner. Han bekantar sig med ett gäng parisiska konstnärer och författare, däribland Paul Gauguin och Edvard Munch, men känner ofta att de förlöjligar och förföljer honom. I sin isolering försöker sig Strindberg med framgång på alkemiska experiment, och hans arbete har publicerats i framstående tidskrifter. Hans rädslor att hans hemligheter kommer att stjälas är dock stora, och hans förföljelseidéer utvecklas alltmer; han tror att hans fiender attackerar honom med "infernaliska maskiner". Han använder sig dessutom av det ockulta; vid ett tillfälle använder han svart magi mot sin egen avlägset befunna dotter.
Genom sina studier och äventyr tror sig Strindberg guidas av mystiska krafter (ibland kallas de Gud, ibland Ödet, ibland vagare källor). När han återvänder till Österrike för att träffa sin dotter introduceras han till tysk mytologi och Swedenborgs läror, som både påverkar hans fatala tro och villfarelser. Genom det nyfunna bildspråket ser Strindberg sitt liv som ett levande helvete – därav bokens titel.

## Struktur
Romanen är uppdelad i hundratals korta sektioner, vilka arrangeras i kapitel betitlade med allusioner till Gud (skärselden, inferno med mera). Romanen har kallats en samling av prosadikter.

## Bearbetningar
2010 kom Fabian Göransons serieversion av romanen, under titeln August Strindbergs inferno.